# Batalha de Sifim
A Batalha de Sifim (em árabe: يوم صفين; romaniz.: Yawm Ṣiffīn; lit.  "o dia de Sifim") foi travada entre o exército do quarto califa ortodoxo Ali (r. 656–661) liderado por Maleque ibne Alharite e as forças sírias de Moáuia comandadas por Anre ibne Alas. A batalha ocorreu na aldeia de Sifim, na Síria, às margens do Eufrates, em julho de 657.
Depois que o terceiro califa Otomão (r. 644–656) foi assassinado em junho de 656, Ali foi eleito califa em Medina. Sua eleição foi contestada pela maioria dos coraixitas liderados pelos companheiros de Maomé Talha ibne Ubaide Alá e Zubair ibne Alauame e a viúva de Maomé Aixa. Depois que Ali derrotou os rebeldes na Batalha do Camelo em dezembro de 656, voltou sua atenção para Moáuia, o governador da Síria. Este se recusou a reconhecer o governo de Ali e declarou guerra ao califa para vingar a morte de seu parente omíada Otomão. Moáuia formou uma aliança com Anre ibne Alas, o ex-governador do Egito, contra Ali. Na primeira semana de junho de 657, ambas as partes se envolveram em dias de escaramuças interrompidas por uma trégua de um mês em 19 de junho.
A principal batalha entre os dois exércitos começou em 26 de julho e durou dois dias. Moáuia inicialmente tinha a vantagem, mas a balança mudou a favor de Ali. Depois de chances esmagadoras de derrota, os sírios pediram arbitragem para resolver o conflito. Os representantes de Moáuia e Ali, Anre e Abu Muça Alaxari, respectivamente, concordaram com os termos da arbitragem, que terminou inconclusivamente em abril de 658. Após a batalha, um grupo de apoiadores de Ali, os carijitas, desertou do califa considerando a arbitragem não-islâmica.

## Localização
O campo de batalha estava em Sifim, uma aldeia em ruínas da Era Bizantina situada a algumas centenas de metros da margem direita do Eufrates, nas proximidades de Raca, na atual Síria. Foi identificado com a vila moderna de Abu Hureira, na província de Raca.

## Antecedentes

### Oposição a Otomão
Após o assassinato do califa Omar (r. 634–644) em novembro de 644, seu assessor próximo Otomão (r. 644–656) foi eleito califa em Medina. Em contraste com seus predecessores, nomeou seus parentes para todos os governos provinciais. Ali e outros companheiros seniores frequentemente acusavam-no de se desviar do Alcorão e da Suna (precedência profética). Foi amplamente acusado de nepotismo e corrupção, e Ali é conhecido por ter protestado contra isso e seus presentes generosos para seus parentes. Ali também frequentemente protegia companheiros sinceros e honestos contra a ira do califa, como Abu Dar e Amar. Entre aqueles que se opuseram a Otomão estavam alguns apoiadores de Ali, que poderiam querer vê-lo como o próximo califa, embora não haja evidências de que tenha se comunicado ou coordenado com eles. Notável entre eles foi Maleque Alastar, um líder dos cultos curra (lit. 'leitores do Alcorão'). Diz-se que Ali rejeitou os pedidos para liderar os rebeldes, embora provavelmente simpatizasse com suas queixas sobre a injustiça.

### Assassinato de Otomão
À medida que suas queixas aumentavam, grupos descontentes das províncias começaram a chegar a Medina em 35/656. Em sua primeira tentativa, a oposição egípcia procurou o conselho de Ali, que os incitou a enviar uma delegação para negociar, ao contrário dos companheiros Talha e Amar que teriam encorajado os egípcios a avançar na cidade. Ali também pediu à oposição iraquiana que evitasse a violência, o que foi atendido. Ali também atuou como mediador entre Otomão e os dissidentes provinciais em mais de uma ocasião para resolver suas queixas econômicas e políticas. Em particular, foi um fiador das promessas de Otomão à oposição, embora mais tarde tenha se recusado a intervir quando os egípcios interceptaram uma carta oficial ordenando sua punição ao retornar ao Egito. Otomão foi assassinado em junho de 656 pelos rebeldes egípcios num ataque à sua residência em Medina.

### Envolvimento de Ali
Ali não desempenhou nenhum papel no ataque fatal, e seu filho Haçane foi ferido enquanto montava guarda na residência sitiada de Otomão a pedido de Ali. Ele também convenceu os rebeldes a não impedir a entrega de água à residência durante o cerco. Além disso, os historiadores parecem discordar sobre as medidas de Ali para proteger o terceiro califa. De acordo com Jafri, embora tenha condenado o assassinato de Otomão, provavelmente considerou o movimento de resistência como uma frente para as demandas justas dos pobres e desprivilegiados. Jafri e Madelung destacam as múltiplas tentativas de reconciliação de Ali durante os dois cercos, e Hinds acredita que Ali não poderia ter feito mais nada por Otomão, apoiando quem significaria apoiar os infames omíadas. Donner e Gleave sugerem que Ali foi o beneficiário imediato da morte, embora isso seja contestado por Madelung, que observa que Aixa não teria minado ativamente o regime de Otomão se Ali tivesse sido o principal motor da rebelião e seus futuro beneficiário. Ele e outros observam a profunda inimizade de Aixa por Ali, que ressurgiu imediatamente após sua ascensão. No outro extremo, Veccia Vaglieri acredita que Ali não defendeu o califa, e Caetani vai mais longe, rotulando Ali como o principal culpado pelo assassinato, embora as evidências sugiram o contrário.

### Eleição de Ali
Após o assassinato de Otomão, seus companheiros tribais (os omíadas) fugiram de Medina, e os rebeldes e seus aliados controlaram a cidade. Enquanto Talha desfrutava de algum apoio entre os rebeldes egípcios, Ali era preferido pela maioria dos ançar (primeiros muçulmanos de Medina) e pelos dissidentes iraquianos, que já haviam prestado atenção à oposição de Ali ao uso da violência. Alguns historiadores adicionam o (proeminente) muhajirun (primeiros muçulmanos de Meca) à lista de apoiadores de Ali. O califado foi assim oferecido por esses grupos a Ali, que inicialmente estava relutante em aceitá-lo, possivelmente pelo receio de se implicar no regicídio. Ali acabou aceitando, e alguns autores sugerem que fez isso para evitar mais caos e compelido pela pressão popular. Para outros, permitir sua nomeação pelos rebeldes foi um erro porque o deixou exposto a acusações de cumplicidade no assassinato. Seja como for, assumiu o cargo na Mesquita do Profeta, onde os muçulmanos encheram seu pátio para jurar lealdade a ele.

### Governadores de Otomão
Na época do assassinato, os principais governos estavam todos nas mãos de membros da tribo dos omíadas, e a conversão tardia da maioria dos quais ao Islã foi conveniente a Ali e aos ançares. Ali foi aconselhado a confirmar inicialmente esses governadores, embora alguns dos quais eram impopulares, para consolidar seu califado. Ele rejeitou isso e substituiu quase todos aqueles que serviram a Otomão, dizendo que homens como eles não deveriam ser nomeados para nenhum cargo. Nesta e em outras decisões, Ali foi impulsionado por seu senso de missão religiosa, escreve Madelung, enquanto Poonawala sugere que mudou os governadores para agradar os rebeldes. Donner tem visão semelhante a Madelung e Shah-Kazemi sustenta que a justiça foi o princípio chave que moldou as políticas de Ali em todos os domínios. Entre esses governadores estava o primo de Otomão, Moáuia, que havia sido nomeado governador da Síria pelo segundo califa Omar e depois reconfirmado por Otomão. Tendo governado a Síria por quase vinte anos sem interrupção quase desde sua conquista, Moáuia tinha uma base de poder na Síria que dificultou sua remoção. Sob um Otomão leniente, de acordo com Madelung, Moáuia havia construído uma estrutura de poder paralela despótica na Síria. Ali rejeitou a sugestão de adiar os planos de deposição de Moáuia até que seu próprio poder fosse consolidado. De acordo com Hazleton, em resposta a esta sugestão, Ali comentou que não comprometeria sua fé e confirmaria Moáuia, um homem desprezível na opinião de Ali, como governador nem por dois dias.

## Revolta de Moáuia

### Remoção de Moáuia
O califado de Ali logo foi desafiado por grande parte dos coraixitas, liderados pelos politicamente ambiciosos Talha, Zubair ibne Alauame e a viúva de Maomé, Aixa. Ali derrotou o triunvirato na Batalha do Camelo em novembro de 656, mudando sua capital à cidade guarnição de Cufa. Com sua posição segura na Arábia, Egito e Iraque, Ali voltou sua atenção para Moáuia. Embora existam alguns relatos de correspondência inicial, Madelung sugere que Ali só contatou Moáuia depois de chegar a Cufa após sua vitória na Batalha do Camelo. Ele esperou possivelmente ter a vantagem após sua vitória e porque Moáuia não era um candidato sério ao califado de qualquer maneira, considerando que era um tálique (aqueles perdoados por Maomé quando Meca caiu), o filho de Abu Sufiane, que liderou os confederados contra os muçulmanos, e Hinde, que foi responsável por mutilar o corpo do tio de Maomé, Hâmeza.
Em Cufa, Ali despachou Jarir ibne Abedalá Albajali com uma carta a Moáuia que exigia sua promessa de fidelidade e deixava claro que Moáuia seria demitido de seu posto depois. O califa argumentou em sua carta que sua eleição em Medina era obrigatória para Moáuia na Síria porque foi eleito pelas mesmas pessoas que se comprometeram com seus antecessores. De acordo com Waq'at Siffin, a carta acrescentava que a eleição do califa era um direito dos muhajiran e dos ançares, excluindo assim explicitamente Moáuia como convertido tardio (tálique). A carta também instava Moáuia a deixar a justiça ao falecido Otomão para Ali, prometendo que ele lidaria com a questão no devido tempo. A essa altura, Moáuia já havia acusado publicamente Ali pelo assassinato de Otomão e forjou uma carta do governador do Egito de Ali para si mesmo, na qual o governador apoiava o direito de vingança de Moáuia. Em resposta, Moáuia pediu a Jarir tempo para "explorar a visão do povo da Síria". Ele então se dirigiu à congregação na próxima oração, apelou ao patriotismo sírio e recebeu sua promessa como emir de vingar o califa. Na sequência, lançou uma campanha de propaganda na Síria, acusando Ali pelo assassinato e pedindo vingança.

### Aliança contra Ali
Moáuia também escreveu para Anre ibne Alas para se juntar a ele em Damasco, possivelmente para aproveitar sua experiência política e militar, ou talvez esperasse que Anre traria o vizinho Egito sob seu governo, tendo falhado anteriormente em intimidar o governador do Egito de Ali para mudar de lado. Um coraixita companheiro de Maomé e um estrategista militar, Acreditava-se que Anre era filho ilegítimo de Abu Sufiane. Ele conquistou, e então governou o Egito, mas mais tarde foi removido por Otomão. Após sua demissão, Anre incitou a rebelião contra Otomão, e mais tarde assumiu publicamente algum crédito pelo assassinato de Otomão pelos rebeldes egípcios. No entanto, logo mudou de tom e atribuiu o assassinato a Ali, possivelmente temendo a ira dos omíadas, ou talvez percebendo que não receberia cargo no governo de Ali. Depois de chegar a Damasco, Anre jurou oficialmente sua lealdade a Moáuia em 657. Assim, prometeu apoiar os omíadas contra Ali em troca do governo vitalício do Egito. Este pacto transformou um suspeito do assassinato de Otomão em seu vingador, e também deu origem a uma história registrada por alguns historiadores, incluindo Albaladuri e o de tendência xiita Iacubi (m. 897-8). Anre confessa em particular nesta história ter vendido sua religião para ganhos mundanos. Embora a história em si seja apócrifa, Ayoub sugere que pode retratar a percepção popular do conflito entre Ali e Moáuia, que a história apresenta como um conflito entre "o povo da religião" e "o povo deste mundo", respectivamente. O mutazilita ibne Abi Alhadide (m. 1258) dá a Anre o crédito por espalhar com sucesso o boato de que Ali matou Otomão.
Moáuia também trouxe para seu acampamento o influente sírio Xurabil ibne Assimete, a quem convenceu de que Ali era culpado pela morte de Otomão, provavelmente com falsas testemunhas e relatos. Depois de alguma hesitação, Xurabil tornou-se entusiasta defensor de Moáuia. Moáuia também procurou a elite religiosa em Meca e Medina, pediu-lhes para responsabilizar Ali por abrigar os assassinos de Otomão e propôs que o próximo califa fosse eleito por consulta geral, enfatizando que não estava interessado no próprio califado. De acordo com Ayoub, os medineses rejeitaram seu pedido e o acusaram de fraude e traição, citando Alcufi. Madelung também escreve que Almiçuar ibne Macrama se recusou a apoiar Moáuia em nome das cidades sagradas, perguntando-lhe numa carta o que um tálique cujo pai havia liderado os exércitos confederados contra os muçulmanos tinha a ver com o califado. Moáuia, no entanto, ganhou para o seu lado Ubaide Alá, filho do segundo califa Omar e um triplo assassino, que fugiu após saber que Ali pretendia aplicar a lei de talião sobre ele. Moáuia também escreveu separadamente para Abedalá ibne Omar e Sad ibne Abi Uacas entre os muhajirun, e Maomé ibne Maslama entre os ançares. Todos juraram neutralidade em resposta. O último também acusou Moáuia de abandonar Otomão em vida e se aproveitar de sua morte.

### Secessão proposta da Síria e do Egito
Moáuia logo visitou em particular o emissário de Ali, Jarir, e propôs reconhecer Ali como califa em troca da Síria e do Egito e suas receitas durante os califados de Ali e seu sucessor. Os principais relatos históricos desconhecem esta proposta, escreve Madelung, que, no entanto, é mencionada num poema de Alualide ibne Uqueba, que era próximo de Moáuia. O último manteve esta proposta em segredo, evidentemente porque contradizia as declarações públicas de que seu objetivo era vingar Otomão. Jarir transmitiu esta proposta a Ali numa carta, que a rejeitou, possivelmente percebendo a proposta como estratagema para Moáuia assumir o califado passo a passo. Alternativamente, se Ali tivesse aceitado a proposta, o território islâmico poderia ter sido irreversivelmente dividido em duas partes, sugere McHugo.

### Declaração de guerra por Moáuia
Moáuia agora enviou Jarir de volta a Cufa com uma declaração formal de guerra, que acusou Ali do assassinato de Otomão e jurou que os sírios lutariam contra Ali até que rendesse os assassinos de Otomão. Então haveria um conselho sírio (xura) para eleger o próximo califa, continuou a declaração. Ali respondeu a esta carta que ele era inocente e que as acusações de Moáuia careciam de provas. Também desafiou Moáuia a nomear qualquer sírio que se qualificasse para votar num xura. Quanto a entregar os assassinos de Otomão a Moáuia, Ali pediu a este último que jurasse lealdade e então apresentasse seu caso perante a corte de Ali. Ali viu isso como uma rebelião contra o legítimo califa muçulmano, ou seja, um desafio à "autoridade de Deus".

### Motivos de Moáuia
Os autores modernos costumam sugerir que Moáuia desafiou Ali depois que o depôs como governador da Síria, ou condicionou sua promessa a Ali sobre a vingança por Otomão, sabendo que Ali iria dispensá-lo após prestar seu juramento. Na época, Moáuia foi repetidamente acusado de abandonar Otomão durante o cerco mortal de sua residência, e Ayoub, portanto, vê a reivindicação de vingança como pretexto. Outros autores modernos também tendem a considerar o pedido de vingança de Moáuia como disfarce, pois pretendia inicialmente manter seu governo sobre a Síria, ou para tomar o califado completamente mais tarde. Para McHugo, essa visão é corroborada pela oferta secreta de Moáuia de reconhecer o califado de Ali em troca da Síria e do Egito. Uma exceção é Kennedy, que acredita que Moáuia estava sinceramente buscando justiça para Otomão. Alguns autores consideram a chamada por vingança como manto piedoso para questões mais amplas: Hinds e Poonawala remontam a revolta de Moáuia às suas exigências de governar uma Síria autônoma, que foi mantida livre (ao contrário do Iraque) da imigração descontrolada para conter as ameaças bizantinas. Em contraste, após as derrotas dos bizantinos, Ali poderia esperar que todas as províncias compartilhassem igualmente o fardo da imigração. Shaban tem visão semelhante. O versículo 17:33 do Alcorão foi citado por Moáuia para justificar a vingança, "Se alguém for morto injustamente, damos autoridade a seu parente mais próximo, mas não deixe que ele seja extravagante ao matar, certamente ele está sendo ajudado", embora Madelung sugira que a cláusula sobre resposta proporcional foi posteriormente ignorada no "frenesi de justiça própria patriótica" criado por Moáuia. A outra justificativa de Moáuia para se revoltar contra Ali era que ele não havia participado da eleição de Ali, ou que os rebeldes estavam envolvidos na eleição.
Em relação à ênfase num xura sírio depois de Ali, a justificativa de Moáuia era que o povo de Hejaz havia abandonado a verdade e agora eram os sírios que tinham que defender a justiça, como explicado numa carta atribuída a ele pouco antes da Batalha de Sifim. Na realidade, porém, essa ênfase provavelmente garantiria seu próprio califado. Madelung comenta aqui que Moáuia mais tarde designou seu filho Iázide como seu sucessor sem qualquer xura. Quanto a se e quando Moáuia aspirou pela primeira vez ao califado, é o conclusão de Ayoub que ele poderia ter dois cenários em mente. O primeiro era manter o domínio da Síria e anexar o Egito, como de fato propôs ao emissário de Ali, Jarir; outra cláusula dessa mesma proposta era que Moáuia não reconheceria o sucessor de Ali em caso de sua morte, o que sugere que poderia ter se considerado o futuro califa depois de Ali. O segundo cenário era que Moáuia conseguiria remover Ali do cargo. Isso é evidente em alguns discursos e cartas atribuídas a Moáuia antes da Batalha de Sifim, nas quais é defendido seu caso para o califado e sua tomada pela força. Ganhar o poder político pela força logo se tornou prática comum para governantes muçulmanos e também foi legitimado por alguns juristas (sunitas).

### Ali e retribuição para Otomão
Ali criticou abertamente a conduta de Otomão, embora geralmente não justificasse sua morte violenta nem condenasse seus assassinos. Embora não tenha tolerado o assassinato, Ali provavelmente responsabilizou Otomão por sua injustiça pelos protestos que levaram à sua morte, uma visão para a qual Poonawala cita Waq'at Siffin. Da mesma fonte, Ayoub cita o relato das negociações antes da Batalha de Sifim, na qual Ali é citado como tendo dito que Otomão foi morto por aqueles indignados com suas transgressões. Mesmo quando pressionado pelos emissários de Moáuia, o relatório acrescenta que Ali se recusou a dizer que Otomão foi morto injustamente. Madelung concorda com este julgamento de Ali do ponto de vista judicial, dizendo que Otomão provavelmente não sancionou o assassinato de Niar ibne Iade Aslami, que desencadeou a invasão mortal em sua residência, mas obstruiu a justiça ao impedir investigação sobre o assassinato, temendo que seu assessor Maruane estivesse por trás disso. Ainda assim, em suas cartas para Moáuia e outros lugares, Ali insistiu que levaria os assassinos à justiça no devido tempo, provavelmente após estabelecer sua autoridade. Citando Iacubi e Alcufi, Ayoub sugere que uma turba de várias tribos assassinou Otomão e que Ali não poderia tê-los punido sem arriscar conflito tribal generalizado, mesmo que pudesse identificá-los. Aqui, os muçulmanos Farhad Daftary e John Kelsay dizem que os verdadeiros assassinos logo fugiram (Medina) após o assassinato, uma visão para a qual Jafri cita Atabari. Intimamente associado a Ali estava Maleque Alastar, um líder do curra, que liderou a delegação cufana contra Otomão, apesar de terem atendido ao apelo de Ali por não violência, e não terem participado do cerco mortal. Um líder rebelde egípcio com ligações com Ali era seu enteado, Maomé ibne Abi Becre, que supostamente estava entre os que mataram Otomão. Outros autores rejeitaram essa acusação, embora a maioria das fontes pareça concordar que Maomé visitou Otomão pouco antes de sua morte e o repreendeu por sua conduta. Esses dois homens e alguns outros apoiadores de Ali foram implicados por Moáuia no assassinato de Otomão. Diante disso, alguns autores sugerem que Ali não quis ou não pôde punir esses indivíduos. De qualquer forma, a vingança por Otomão logo se tornou o pretexto para duas revoltas contra Ali.

### Papel de Moáuia no assassinato
Outros autores, em vez disso, implicaram Moáuia ou seus associados próximos no assassinato de Otomão. Madelung escreve que Anre ibne Alas, um aliado próximo de Moáuia, já havia assumido publicamente o crédito pelo assassinato. Na época, Moáuia também foi repetidamente acusado de abandonar Otomão durante o cerco mortal de sua residência, e esta visão é repetida pelo autor muçulmano Hassan Abbas e pelo estudioso xiita Muhammad Husayn Tabatabai. Da mesma forma, uma carta atribuída ao sitiado Otomão por Atabari e Iacubi alega que Moáuia reteve deliberadamente os reforços solicitados para se beneficiar politicamente da morte do califa. Acredita-se também que Maruane, o secretário de Otomão, foi o responsável pelas instruções interceptadas para punir os rebeldes que iniciaram o cerco final. No entanto, Lesley Hazleton, um autor sobre religião e política, sugere ainda que Maruane pode ter feito isso por instigação de Moáuia. Abbas compartilha dessa opinião. Tabatabai escreve que, durante seu próprio califado, Moáuia não buscou mais vingança por Otomão, que foi a base para sua reivindicação ao califado.

## Preparativos da guerra

### Iraque
No Iraque, Ali convocou um conselho de Muhajirun e ançares que por unanimidade o instou a lutar contra Moáuia depois que o último declarou guerra. Alguns aparentemente sugeriram que Ali permanecesse em Cufa e enviasse uma força contra Moáuia, mas o califa preferiu assumir o comando sozinho. Quanto ao público, os cufanos não estavam unidos no apoio à guerra, seja simplesmente por causa de seu custo esperado, ou porque estavam relutantes em derramar o sangue de outros muçulmanos, ou talvez porque os sírios nunca tenham jurado lealdade a Ali em primeiro lugar, embora casos semelhantes tenham sido considerados apostasia por Abacar. Este último argumento também foi apresentado para justificar a rebelião numa carta dirigida a Ali e atribuída a Moáuia. Em outro lugar, diz-se que Ali proibiu seus seguidores de amaldiçoar os sírios, dizendo que isso poderia comprometer quaisquer esperanças restantes de uma resolução pacífica. Um desses relatórios está relacionado com Hujer ibne Adi e Anre ibne Alhaique, ambos leais a Ali. Quando o califa soube que estavam se dissociando abertamente e amaldiçoando os sírios, pediu-lhes que descrevessem o mal em suas ações em vez de difamá-los. Após a Batalha de Sifim, no entanto, Ali introduziu uma maldição sobre Moáuia nas cunutes de suas orações congregacionais (fajer) quando o último declarou-se califa na Síria. Um relatório de Atabari indica que Ali negociou diretamente com os líderes tribais cufanos e alistou em seu exército cerca de 40 mil mucatilas (homens lutadores), 17 mil de seus filhos que atingiram a idade de lutar e oito mil clientes e escravos. Em Baçorá, no entanto, o governador de Ali só conseguiu recrutar cerca de 3 200 homens.

### Síria
Na Síria, a camisa manchada de sangue de Otomão foi levada de cidade em cidade para incitar o povo à vingança através do apoio, pois a guerra também não foi unânime lá. Entre outros, Xurabil ibne Sinte reuniu apoio contra Ali em toda a Síria, acusando diretamente o califa de matar Otomão em seus discursos, de acordo com ibne Muzaim. Para mostrar o sucesso da campanha de Moáuia contra Ali, Bahramian cita um relatório de Atabari, segundo o qual um soldado sírio disse ao seu homólogo iraquiano que suas orações eram inválidas porque eram lideradas por Ali. Moáuia também garantiu as fronteiras bizantinas ao concordar com uma trégua ao custo de "humilhante" homenagem a eles. Ele deixou a proteção de suas fronteiras ocidentais para três comandantes palestinos locais, provavelmente porque Maomé ibne Abu Becre enfrentou problemas internos como novo governador de Ali no Egito.

### Comparações
Sifim é descrito em fontes árabes como um conflito entre o povo do Iraque e da Síria, no qual a maioria das tribos estava representada em ambos os lados, como os Banu Catame, que foram divididos em ramos iraquianos e sírios. O número de tropas é incerto. De acordo com Nácer ibne Muzaim (m. 828), ambos os exércitos somavam cerca de 150 mil de acordo com um relatório, enquanto outro relatório coloca os números em 100 e 130 mil para Ali e Moáuia, respectivamente. Quanto às suas credenciais islâmicas, um número considerável de companheiros de Maomé estava presente no exército de Ali, enquanto Moáuia só podia ostentar um punhado de companheiros. Na opinião de Ayoub, o exército sírio era leal a Moáuia, enquanto as tropas de Ali eram em sua maioria homens seminômades não acostumados a uma autoridade central. Para apoiar a sua opinião, Ayoub cita uma tradição atribuída a Alhajaje ibne Cuzaima. Ele teria levado a notícia do assassinato a Moáuia, elogiou a lealdade de seu exército e acrescentou que com Ali estavam homens que frequentemente interrompiam seu discurso e questionavam seu comando. Quanto aos recrutamentos, o historiador Michael Lecker considera a propaganda "feroz e às vezes cínica" de Moáuia mais bem-sucedida do que a de Ali. O primeiro também prometeu melhores benefícios materiais aos líderes tribais em comparação com Ali, que aplicou medidas rigorosas aos governadores que desviaram dinheiro, o que por sua vez levou à sua deserção para o lado de Moáuia. Lecker, portanto, considera o hilme ou oportunismo com o futua de Ali (cavalaria islâmica). Fontes xiitas também descrevem Sifim como um confronto do primo e genro de Maomé com o filho do arqui-inimigo de Maomé, Abu Sufiane, que liderou os exércitos confederados contra os muçulmanos na Batalha da Trincheira. Esta atitude também se reflete num relatório do sunita Atabari, no qual um companheiro de Ali compara a batalha contra Moáuia à batalha de Maomé contra os politeístas (musricum) ou melhor, sua continuação. No Iraque, é opinião do historiador Bernard Lewis (m. 2018) que a posição de Ali foi enfraquecida pela desunião tribal e insubordinação. Para ilustrar a divisão entre os cufanos, Ayoub cita um relato de ibne Muzaim no sentido de que alguns pediram permissão a Ali para acompanhar seu exército sem entrar em batalha até que se decidissem. Em contraste, a Síria era governada pelos gassânidas antes do Islã, e os sírios estavam, portanto, acostumados a uma autoridade central e obedientes a Moáuia, de acordo com Wellhausen.

## Escaramuças
Depois de deixar Cufa, o exército de Ali tomou a rota através de Almadaim. Chegaram em Sifim no início do verão de 36/657, um local a oeste do Eufrates. Lá, as forças de Moáuia já os esperavam, e os impediram de acessar o bebedouro. Um mensageiro de Ali disse a Moáuia que eles não queriam lutar contra os sírios sem o devido aviso, ao qual Moáuia responderam fortificando as forças que guardavam a água. A justificativa para privar os iraquianos de água era a alegação de que seus inimigos eram os assassinos de Otomão. Isso é de fato o que al-Imama wa al-siyasa cita de Alualide ibne Uqueba, um conselheiro de Moáuia. Na opinião de Madelung, no entanto, Moáuia e os sírios talvez tenham sido levados por sua própria propaganda contra Ali. Em um relato relacionado, Iacubi cita Moáuia dizendo: "Que Deus não permita que eu e [meu pai] Abu Sufiane bebamos da fonte (hawd) do mensageiro de Deus se eles [os inimigos] algum dia beberem desta água." Logo, porém, os iraquianos expulsaram os sírios e assumiram o controle do bebedouro, embora Ali tenha permitido que os inimigos acessassem livremente a fonte de água. Para Ayoub, este episódio é um exemplo de como Moáuia usou a linguagem religiosa para ganhos militares e políticos, enquanto Ali mantinha os imperativos religiosos acima de tudo. Os dois lados em Sifim se engajaram em escaramuças e negociações. Isso continuou por cerca de três meses, certamente durante o mês de Moarrão, em que a luta é proibida no Islã. O longo período de inatividade reflete a relutância das tropas em lutar, possivelmente porque eram avessos a derramar o sangue de outros muçulmanos, ou porque a maioria das tribos estavam representadas em ambos os lados. Donner acredita que nenhum dos dois líderes gozava de forte apoio entre seus exércitos. De qualquer forma, as negociações falharam, possivelmente em 18 de julho de 657, e os dois lados se prepararam à batalha. De acordo com os costumes árabes, figuras proeminentes lutaram com pequenas comitivas antes da batalha principal, que ocorreu uma semana depois.

## Batalha principal
Os materiais históricos são abundantes sobre a Batalha de Sifim, mas muitas vezes descrevem episódios desconexos da guerra. Lecker e Wellhausen descobriram assim que era impossível estabelecer o curso da batalha. No entanto, pode-se dizer com alguma certeza que a batalha começou na quarta-feira, 26 de julho de 657, e continuou até sexta ou sábado de manhã. Ali provavelmente se absteve de iniciar hostilidades, de acordo com Atabari, e lutou com seus homens na linha de frente quando a batalha principal estourou, enquanto Moáuia liderou a partir de seu pavilhão. No final do primeiro dia, tendo repelido a direita de Ali, Moáuia se saiu melhor no geral. Anre ibne Alas foi um dos comandantes do exército sírio. Sua guarda avançada era liderada por Abulatar, que é creditado por privar as tropas de Ali de água potável antes da batalha. Por outro lado, Kennedy sugere que Maleque Alastar foi uma inspiração no campo de batalha para muitos dos iraquianos, a certa altura salvando os seus homens de fugirem em pânico. No início, teria desafiado Abulatar para um combate individual, mas este último recusou.
No segundo dia, Moáuia concentrou seu ataque na ala esquerda de Ali, mas suas forças foram repelidas pelos iraquianos. Moáuia foi obrigado a fugir de seu pavilhão e se abrigou numa tenda do exército. Neste dia, Ubaide Alá ibne Omar foi morto lutando por Moáuia. Ele já havia fugido à Síria quando soube que Ali pretendia puni-lo pelo assassinato de alguns persas inocentes no assassinato de Omar. Por outro lado, Amar ibne Iacir, um companheiro octogenário de Maomé, foi morto lutando por Ali. Nas fontes canônicas sunitas Sahih al-Bukhari e Sahih Muslim, um hádice profético prevê a morte de Amar nas mãos de alfia albaguia ("grupo agressivo rebelde") que convidam ao fogo do inferno.
No terceiro dia, Moáuia recusou a proposta de resolver as questões num duelo pessoal com Ali, apresentado separadamente por Ali e alguns dos seguidores de Moáuia. Urua ibne Daúde Adimaxequi se ofereceu para lutar em vez de Moáuia e foi prontamente "partido em dois" por Ali. Depois de mais um dia indeciso, a batalha continuou ao longo de lailate alharir ("a noite do estrondo"). Ao contrário de Ali, Moáuia não permitiu que o inimigo se recuperasse e enterrasse seus mortos quando avançou. Talvez tenha sido nessa época que Moáuia repetiu sua oferta anterior de paz em troca do governo da Síria, de acordo com ibne Muzaim. Seu relato acrescenta que Ali rejeitou a oferta novamente, dizendo que não abandonaria a jiade contra os inimigos de Deus, mesmo que fosse morto em Seu caminho setenta vezes e revivido a cada vez. De acordo com a mesma fonte, também na mesma época Moáuia enviou seu irmão Utba para negociar uma trégua separada com Alaxate ibne Cais, o influente líder tribal iemenita, que não estava intimamente associado a Ali ou sua causa.

## Chamada para arbitragem
Na manhã seguinte, a balança mudou a favor de Ali, como também sugerido por Tabari e Albaladuri. Antes do meio-dia, porém, alguns sírios ergueram páginas do Alcorão em suas lanças, gritando: "Deixe o Livro de Deus ser o juiz entre nós." A luta então parou imediatamente. Bahramian lista dois precedentes para isso: antes da Batalha do Camelo, um representante de Ali, carregando uma cópia do Alcorão, convocou os rebeldes para ler o livro. A guerra estourou quando aquele homem foi morto pelos rebeldes. Então, durante a Batalha do Camelo, Cabe ibne Sur Alazedi, o juiz (cádi) de Baçorá, que estava entre os rebeldes, caminhou até o campo de batalha com uma cópia do Alcorão e implorou para que os combates parassem. Neste ponto em Sifim, estima-se que Ali tenha perdido 25 mil homens, enquanto Moáuia pode ter perdido 45 mil. A posição de Moáuia era consistentemente de que a batalha era a única opção aceitável para os sírios. O pedido de arbitragem dos sírios indica, portanto, que Moáuia pressentiu uma derrota iminente, argumentam Madelung e McHugo. Esta tende a ser a opinião de muitos outros autores modernos, alguns dos quais acrescentam que foi aconselhado a fazê-lo por Amer ibne Alas,  citando Tabari e Albaladuri, entre outros.

### Reação iraquiana
O apelo dos sírios à arbitragem com base no Alcorão foi, portanto, interpretado como uma oferta de rendição. Mesmo assim, o exército de Ali parou de lutar, talvez porque os muçulmanos devotos em seu acampamento lutaram para impor a regra do Alcorão o tempo todo, ou simplesmente porque ambos os exércitos estavam exaustos e uma trégua deve ter sido tentadora para eles,  ou porque alguns em seu acampamento viram o cessar-fogo como uma oportunidade para recuperar sua influência sobre Ali. Embora esta maioria quisesse que a luta parasse, provavelmente também havia uma minoria que estava certa da vitória e queria que a luta continuasse, e ainda outra minoria que seguiu Ali incondicionalmente. Por sua vez, diz-se que Ali exortou seus homens a continuarem lutando, dizendo-lhes sem sucesso que levantar o Alcorão era uma fraude. O relato de ibne Muzaim também reflete essa atitude de Ali. Apesar de seus apelos, a maioria dos curra e aqueles relutantes com a guerra insistiram em aceitar o chamado à arbitragem. No primeiro grupo, Miçar ibne Fadaqui e Zaide ibne Hisne Atai, que mais tarde se tornaram líderes carijitas ameaçaram matar Ali se ele não atendesse ao chamado dos sírios. O último grupo incluía os rida membros da tribo de Cufa e todos os recém-chegados de seus clãs à cidade. Estes formaram o maior bloco do exército de Ali. Eles seguiram Alaxate ibne Cais, que disse a Ali que seu clã não lutaria por ele se recusasse o chamado dos sírios, conforme relatado em Waq'at Siffin e Moruj. Ali pode ter assim enfrentado um motim, e foi forçado a chamar de volta Alastar, que teria avançado muito em direção ao acampamento sírio, supostamente separado da vitória por "galope de cavalo". Ele inicialmente se recusou a parar de lutar, talvez sentindo uma vitória iminente. Ao contrário de todos esses relatos, um relato de Alcufi sugere que Ali acolheu bem o chamado à arbitragem, até mesmo comparando-o ao Tratado de Hudaibia (628) de Maomé. Este relato também é o que John Kelsay e Reza Aslan preferem, com este último dizendo que a maioria de seus homens implorou a Ali que ignorasse o pedido de arbitragem, mas aceitou e citou o versículo do Alcorão 2:193, "se [o inimigo] desistir, então você também deve cessar as hostilidades." Fred Donner escreve que Ali aceitou a arbitragem apenas com relutância. Apesar desses dois, os autores modernos tendem a ver Ali em oposição à arbitragem, incluindo Madelung, McHugo, Poonawala, e Ayoub.

### Motivos iraquianos
Quanto aos motivos de Alaxate, Ali o confirmou em seu posto como governador do Azerbaijão sob Otomão, mas também o alertou numa carta sobre o desvio de fundos públicos. O governador pode ter feito isso durante seu mandato sob Otomão, e, portanto, talvez tenha pensado em se juntar a Moáuia na rebelião, mas foi dissuadido de fazer isso. Ali mais tarde apoiou Hujer ibne Adi, um rival de Alaxate dentro da tribo dos quinditas, e depois removeu o último do seu posto militar pouco antes de deixar o Iraque, substituindo-o por Haçane ibne Maqueduje. Estes dois últimos pertenciam a diferentes tribos iemenitas e a nomeação reacendeu antigas rivalidades tribais, de acordo com Ayoub. Embora Alaxate também seja conhecido por ter expressado preocupação com a insegurança do Irã e da ameaça bizantina durante a guerra civil, Kennedy sugere que ele também preferia um Ali enfraquecido. Jafri escreve da mesma forma que Alaxate e outros líderes tribais cufanos teriam se beneficiado de um impasse entre Ali e Moáuia: por um lado, teriam perdido seu poder tribal sob um Ali vitorioso, que provavelmente pretendia restaurar a liderança islâmica em Cufa às custas de sua aristocracia tribal que havia surgido sob Otomão. Por outro lado a vitória de Moáuia teria significado a subjugação e perda do Iraque como base de seu poder. Portanto, participaram relutantemente em Sifim e aceitaram prontamente as ofertas de arbitragem. A opinião de Hinds é próxima, enquanto Shaban escreve de forma semelhante que o as tribos cufanas se beneficiaram das políticas de Otomão e não estavam entusiasmadas com a guerra com Moáuia. Jafri sugere ainda que os líderes tribais cufanos provavelmente se ressentiram das políticas igualitárias de Ali, já que dividiu os fundos do tesouro igualmente entre árabes e não árabes, e entre os últimos e os recém-chegados a Cufa. Esta é também a opinião de Ayoub.
Existem diferentes pontos de vista sobre por que os curra preferiram a arbitragem. Talvez tenham gostado da arbitragem do Alcorão porque sempre lutaram para fazer cumprir a regra do Alcorão. Alternativamente, Kennedy sugere que os curra podem ter desejado um compromisso com os sírios que teria restringido o califa. Seu argumento é que os curra iraquianos se opuseram a Otomão para ganhar mais autonomia financeira e política. Eles estavam, portanto, dispostos a conceder a mesma autonomia aos sírios. Em contraste, Jafri primeiro argumenta que o termo curra em fontes antigas refere-se vagamente a dois grupos: O primeiro grupo foi os curra cufanos que se revoltaram contra Otomão e apoiaram lealmente Ali, liderado por pessoas como Maleque Alastar e Hujer ibne Adi. O segundo grupo foi dos curra baçoranos e outros membros da tribo que convenientemente avançaram com suas reivindicações sob o manto da prioridade islâmica. Foi este segundo grupo que apoiou a proposta de arbitragem, seguindo os líderes tribais, que então nomearam como seu representante Abu Muça Alaxari com uma conhecida preferência pelo domínio coraixita. Foi neste ponto que o desiludido segundo grupo rejeitou a arbitragem e formou os carijitas. O fato de os carijitas consistirem principalmente de membros da tribo baçorana também é a opinião da islamista moderna Maria M. Dakake.

### Acordo de arbitragem
Moáuia então transmitiu sua proposta de que representantes de ambos os lados deveriam juntos chegar a uma solução vinculativa com base no Alcorão. Ficou em silêncio neste ponto sobre a vingança de Otomão e a remoção de Ali do cargo. Ibne Muzaim nomeia Abulatar como emissário de Moáuia a Ali. A proposta de Moáuia foi aceita pela maioria do exército de Ali, relata Tabari. No entanto, a oposição à arbitragem era uma minoria considerável no campo de Ali, consistindo daqueles que agora perceberam os motivos políticos de Moáuia. Esta minoria queria que Ali voltasse a lutar, e sua proposta provavelmente foi favorecida por Ali também. Ele recusou, no entanto, dizendo que seriam esmagados pela maioria e pelos sírios que exigiram a arbitragem. Alguns desses dissidentes partiram para Cufa, enquanto outros ficaram, talvez esperando que Ali mudasse de ideia mais tarde. Enfrentando fortes sentimentos de paz em seu exército, Ali aceitou a proposta de arbitragem, provavelmente contra seu próprio julgamento. Aqui, Madelung critica Ali por esta decisão e sugere que agiu mais como um chefe tribal do que como um califa. Mais tarde, Ali defendeu sua decisão em Cufa, dizendo que considerava continuar a luta, ao lado daquela minoria, mas temia que Haçane e Huceine perecessem e com eles a linhagem de Maomé. Também é possível que esperasse que a arbitragem fracassasse, mas relutantemente a seguiu para esgotar esta opção que foi favorecida pela maioria em seu campo que aparentemente esperava um acordo honroso com Moáuia. Em qualquer caso, o acordo de arbitragem dividiu o campo de Ali, pois muitos ali não podiam aceitar que ele negociasse com Moáuia, cujas reivindicações consideravam fraudulentas. Também proporcionou a Moáuia uma vitória moral como candidato igual ao califado.

#### Seleção dos árbitros
No campo de Ali, Abu Muça Alaxari foi proposto como representante por Alaxate e pelos curra iraquianos, que eram liderados por Zaide ibne Hisne Atai e Miçar ibne Fadaqui. Abu Muça foi o ex-governador de Cufa, empossado pelos rebeldes iraquianos e posteriormente confirmado por Ali, que foi dissuadido de removê-lo por Alastar. De qualquer forma, ele logo foi demitido após se opor aos preparativos de guerra à Batalha do Camelo. A maioria no exército de Ali também pressionou em nome de Abu Muça, embora fosse supostamente neutro, e apesar da oposição de Ali, que disse que não podia confiar em Abu Muça porque já havia feito agitação contra ele. Ali também estava aparentemente preocupado com a ingenuidade política de Abu Muça, ou sobre sua neutralidade. As alternativas propostas por Ali foram ibne Abas e Alastar, de acordo com ibne Muzaim, ambos rejeitados por Alaxate e outros iemenitas, e também pelos curra iraquianos. Veccia Vaglieri e Rahman escrevem que os iraquianos estavam tão convencidos da legitimidade de sua causa que insistiram no neutro Abu Muça, enquanto outros sugerem que ficaram impressionados com sua piedade, ou suas belas recitações do Alcorão, ou que defendeu a autonomia provincial na visão dos cufanos. Moáuia foi representado por seu principal general, Anre ibne Alas, que agiu exclusivamente no interesse de Moáuia.

#### Conteúdo do acordo
O acordo de arbitragem foi escrito e assinado por ambas as partes em 15 de Sáfar de 37 (2 de agosto de 657). Abu Muça e Anre representaram Ali e Moáuia, respectivamente. Os dois representantes comprometeram-se a reunir-se em território neutro, para aderir ao Alcorão e à Suna e salvar a comunidade da guerra e da divisão, uma cláusula adicionada evidentemente para apaziguar o partido da paz. Citando ibne Muzaim, Ayoub fornece detalhes adicionais: Os árbitros deveriam encontrar orientação na Suna de Maomé para "unir" e não "dividir", e fazê-lo somente se não conseguissem encontrar sua resposta no Alcorão. Fazer a paz foi o único objetivo listado no acordo, que também garantiu a segurança dos árbitros e tornou sua decisão vinculativa. O acordo também inicialmente se referia a Ali por seu título oficial de miralmuminim (lit. "comandante dos fiéis"), mas isso foi omitido a pedido de Moáuia ou Anre ibne Alas. Isto foi pressionado por Alaxate sobre Ali, que o aceitou com relutância, aparentemente comparando-o com o Tratado de Hudaibia, no qual Maomé não era referido como o mensageiro de Deus a pedido dos infiéis. Variações deste relato são fornecidas por Tabari, ibne Muzaim, Alcufi e ibne Abi Alhadide. O acordo, portanto, tratava Ali e Moáuia como candidatos iguais ao califado, em vez de um Moáuia rebelde contra o califa em exercício, Ali. Os dois árbitros tiveram um ano para tomar uma decisão, ou até o final do Ramadã, cerca de sete meses depois, mas esse prazo era flexível. Caso falhassem, as hostilidades seriam retomadas. Dois dias após este acordo, ambos os exércitos deixaram o campo de batalha.

### Separatistas
Quando Ali retornou a Cufa, alguns de seus homens se separaram e se reuniram fora de Cufa em protesto ao acordo de arbitragem. Bahramian estima seu número em 12 mil, citando Albaladuri e Tabari. Ali os visitou e disse que haviam optado pela arbitragem apesar de suas advertências, de acordo com Tabari. Os separatistas concordaram e disseram a Ali que haviam se arrependido de seus pecados e agora exigiam que Ali fizesse o mesmo. A isso, respondeu com a declaração geral: "Arrependo-me a Deus e peço perdão por todos os pecados", e também garantiu-lhes que o julgamento dos árbitros não seria vinculativo se eles se desviassem do Alcorão e da Suna. Assim, recuperou em grande parte o apoio deles na época. Mas quando os separatistas retornaram a Cufa, espalharam que Ali havia anulado o acordo de arbitragem, o que ele negou, dizendo que estava comprometido com o acordo formal com Moáuia. Declarações semelhantes são atribuídas a Ali por ibne Muzaim e ibne Abi Alhadide, nas quais o califa promete defender a aliança com Moáuia. Em outro relato de Tabari, Ali cita o versículo 16:91 para defender o tratado quando dois carijitas, a saber, Zura ibne Alburje Atai e Hurcus ibne Zuair Açadi, apelaram para que ele o revogasse. Muitos dos dissidentes aparentemente aceitaram a posição de Ali, enquanto o resto partiu para Anaravã, uma cidade perto de Almadaim, e lá declararam Abedalá ibne Uabe Arracibi (m. 658) como seu líder. Estes formaram os carijitas (lit "separatistas"), que mais tarde pegaram em armas contra Ali na Batalha de Naravã (658). Eles logo rotularam qualquer um que se opusesse a eles como descrentes que tinham que ser combatidos, tornando-se assim os precursores do extremismo islâmico, de acordo com alguns.

### Seus movimentos
Donner sugere que os separatistas, entre eles muitos dos curra, podem ter temido serem responsabilizados por seu papel no assassinato de Otomão. Alternativamente, Hinds e Poonawala acreditam que os separatistas ficaram desiludidos com o processo de arbitragem, particularmente com a remoção do título de Ali de miralmuminim no acordo final e por sua referência à Suna ao lado do Alcorão, conforme observado também em Waq'at Sifin. Depois de se calarem sobre isso inicialmente, os sírios disseram que também queriam que os árbitros julgassem se o assassinato de Otomão era justificado, sobre o qual os curra não tiveram dúvidas. Hinds e Poonawala consideram a arbitragem como uma manobra habilmente planejada para desintegrar a coalizão de Ali. Para Ayoub, os separatistas ficaram frustrados com uma guerra custosa que não alcançou nada e denunciaram o acordo que questionava a autoridade do legítimo califa muçulmano, na opinião deles.

### Seu lema
Os separatistas adotaram o lema, "Nenhum julgamento exceto o de Deus", destacando sua rejeição à arbitragem (por homens) em referência ao versículo do Alcorão 49:9, “Se dois partidos de crentes brigam entre si, faça a paz entre eles; mas se um se rebelar contra o outro, então lute contra aquele que se rebela, até que retornem à obediência a Deus.” Quando interromperam o sermão de Ali com este lema, ele comentou que era uma palavra de verdade pela qual os separatistas buscavam a falsidade. Ele acrescentou que estavam repudiando o governo, embora um governante fosse indispensável na conduta religiosa. No entanto, Ali não proibiu a sua entrada nas mesquitas nem os privou das suas participações no tesouro, dizendo que só deveriam ser combatidos se iniciassem hostilidades.

## Arbitragem
Os relatos da arbitragem são altamente tendenciosos. No entanto, após alguns meses de preparação, ou talvez até um ano após o acordo inicial, parece que os dois árbitros se reuniram, primeiro em Dumate Aljandal, a meio caminho entre o Iraque e a Síria, e depois em Udru, no sul da Palestina. Este é o entendimento de Madelung, Veccia Vaglieri, Caetani e Bahramian, enquanto alguns outros acreditam que os dois árbitros se reuniram apenas uma vez.

### Primeiro encontro
Em Dumate Aljandal, o processo durou (possivelmente três) semanas, provavelmente estendendo-se até meados de abril de 658. O relato de Tabari retrata Abu Muça em oposição aos califados de Ali e Moáuia. Como um dos primeiros companheiros de Maomé, é semelhante ao entendimento de Madelung que Abu Muça não apoiou o califado de Moáuia, um tálique. Com uma forte preferência pela paz entre os muçulmanos, Abu Muça estava provavelmente disposto a confirmar Ali como califa, desde que reintegrasse Moáuia como governador da Síria, talvez porque fosse querido pelo seu exército, e na condição que Moáuia, por sua vez, reconheceria Ali como o califa. Idealmente, entretanto, Abu Muça pode ter preferido uma xura ampla que incluísse Ali e Abedalá ibne Omar. Este último era seu genro e também favorito ao califado. O relato semelhante de ibne Muzaim é que Abu Muça propôs remover Ali e instalar o neutro Abedalá ibne Omar ao califado, embora Abedalá provavelmente não estivesse interessado nisso. Esta atitude de Abu Muça também é evidente num relato feito por Alcufi e Tabari, que escrevem que Moáuia enviou Almuguira ibne Xuba para avaliar o progresso dos árbitros. Teria perguntado a ambos o que pensavam daqueles que permaneceram neutros no conflito entre Ali e Moáuia. Abu Muça respondeu que eram os melhores da humanidade porque não carregavam seu fardo, enquanto Anre respondeu que eram os piores da humanidade porque não defendiam uma verdade nem repudiavam uma falsidade. Talvez como uma abertura às negociações de paz, os dois árbitros discutiram primeiro o assassinato de Otomão, provavelmente por iniciativa de Anre. Chegaram ao veredicto de que Otomão havia sido morto injustamente e que Moáuia tinha o direito de se vingar, mas não conseguiram concordar em mais nada, seja porque Anre bloqueou a escolha de Ali para o califado ou um novo xura, ou porque Abu Muça foi inflexível em sua oposição a Moáuia. Madelung vê o veredito sobre Otomão como político, um erro de julgamento judicial e um erro do ingênuo Abu Muça, que poderia ter esperado que Anre mais tarde retribuísse sua concessão. Da perspectiva do próprio Abu Muça, seu veredito não autorizou Moáuia a reivindicar o califado, uma prerrogativa que estava reservada para Muhajirun em sua opinião, conforme relatado por ibne Alatir e ibne Muzaim. O veredicto não foi tornado público, mas ambas as partes souberam dele de qualquer maneira. Em particular, Ali denunciou a conduta dos dois árbitros como contrários ao Alcorão e começaram a organizar uma nova expedição à Síria.

### Segundo encontro
Evidentemente não endossada por Ali, a segunda reunião foi convocada em Udru em janeiro de 659, ou em agosto-setembro de 658, provavelmente para discutir a sucessão de Ali. Não fazendo parte do processo de arbitragem esta segunda reunião foi apenas uma iniciativa de Moáuia, que também convidou os filhos de companheiros proeminentes para participar, incluindo Abedalá ibne Omar, Abderramão ibne Abi Becre, Abedalá ibne Zobair, Almuguira ibne Xuba, e alguns outros. Alguns deles eram de Hejaz e permaneceram neutros durante todo o conflito, talvez atraídos para Udru pela promessa de uma ampla xura pela escolha do próximo califa. A presença deles foi, no entanto, um grande golpe, sugere Madelung, porque Hejaz ainda era controlado por Ali na época. Em particular, o fato de Abedalá ibne Omar ter aceitado o convite de Moáuia sugere seu interesse no califado, contrariando os rumores mostrando-o desinteressado. As negociações falharam eventualmente, pois os dois árbitros não conseguiram chegar a acordo sobre o próximo califa: Anre apoiou Moáuia, enquanto Abu Muça nomeou seu genro Abedalá ibne Omar, que renunciou no interesse da unidade por sua própria conta, ou mais provavelmente porque foi intimidado por Moáuia, que também o ameaçou publicamente na gala de encerramento.
Quanto à cena final da reunião de Udru, um relato popular é que Abu Muça depôs Ali e Moáuia e convocou um conselho para nomear o novo califa de acordo com seu acordo anterior com Anre. Quando Anre subiu ao palco, entretanto, depôs Ali, mas confirmou Moáuia como novo califa, violando assim seu acordo com Abu Muça. Variantes semelhantes deste relato são contadas por ibne Muzaim e Alcufi. A delegação cufana então reagiu furiosamente às concessões de Abu Muça e ele fugiu para Meca em desgraça, enquanto Anre foi bem recebido por Moáuia após seu retorno à Síria. A opinião comum é que a arbitragem falhou, ou foi inconclusiva. Este sentimento talvez seja resumido pelo antigo historiador Califa ibne Caiate (m. 854) em uma frase, "Os árbitros não concordaram em nada." A arbitragem, no entanto, fortaleceu o apoio dos sírios a Moáuia e enfraqueceu a posição de Ali. Também deu aos primeiros uma oportunidade de se reagruparem, de acordo com Momen.

## Rescaldo
Após a conclusão da arbitragem, os sírios juraram lealdade a Moáuia como o próximo califa em 659, ou no final de abril-maio de 658, de acordo com Bahramian. Ao saber que Moáuia havia se declarado califa, Ali interrompeu todas as comunicações com ele e apresentou uma maldição sobre ele em suas orações congregacionais, seguindo o precedente de Maomé. Moáuia logo retribuiu introduzindo uma maldição sobre Ali, seus filhos e seu principal general. Com a notícia de sua violência contra civis, Ali teve que adiar sua nova campanha na Síria para subjugar os carijitas na Batalha de Naravã em 658. Pouco antes de embarcar em sua segunda campanha à Síria em 661, Ali foi assassinado por um carijita durante as orações matinais na Mesquita de Cufa. No longo prazo, é a opinião de Ayoub que a Batalha de Sifim cristalizou a divisão emergente na comunidade muçulmana e mudou seu rumo.